# The Nigger
The Nigger è un film muto del 1915 diretto da Edgar Lewis. La sceneggiatura si basa sul lavoro teatrale The Nigger di Edward Brewster Sheldon andato in scena al New Theatre di Broadway il 4 dicembre 1909.

## Trama
Cresciuto in un'aristocratica famiglia del Sud, Philip Morrow viene convinto a candidarsi come governatore da Cliff Noyes, un boss politico locale. Vinte le elezioni, Morrow - diventato governatore - decide di firmare una legge proibizionista che lede gli interessi di Noyes, il quale ha costruito le sue fortune sulla distillazione del whisky, rovinandogli così gli affari. Furioso, Noyes mette alle strette allora il governatore minacciando di pubblicare sul giornale i documenti che provano l'ascendenza negra di Morrow. Rendendosi conto che se la cosa diventasse pubblica la sua carriera politica sarebbe rovinata e che Georgiana, la donna che ama, lo rifiuterebbe, Morrow, dopo aver firmato legge, presenta le sue dimissioni. Georgiana, ignara delle ragioni di quel comportamento, lo implora inutilmente di restare con lei: Morrow lascerà il Sud, andandosene via da solo, alla ricerca di una nuova vita a Nord, dove spera di potersi impegnare in un'attività che porti a migliorare le condizioni dei neri americani.

## Produzione
Il film, prodotto dalla Fox Film Corporation, venne girato ad Augusta.

## Distribuzione
Il copyright del film, richiesto da William Fox, fu registrato il 5 aprile 1915 con il numero LP5235.
Distribuito dalla Fox Film Corporation, il film - presentato da William Fox - uscì nelle sale cinematografiche statunitensi il 29 marzo 1915. Negli Stati Uniti prese anche il titolo The New Governor. Il titolo originale venne cambiato e il film fu montato eliminando alcune scene di violenza e di stereotipi razziali.
Non si conoscono copie ancora esistenti della pellicola che viene considerata presumibilmente perduta.